# Patricia Beucher
 (novembre 2013).
Patricia Beucher est une journaliste française spécialisée dans le jardinage et les thèmes liés à la nature. 

## Biographie
Elle officie comme chroniqueuse le dimanche matin sur RTL en compagnie de Laëtitia Nallet et de Sébastien Demorand dans l'émission Maison, Jardin, Cuisine, Détente,.
Patricia Beucher tient un blog sur le site de RTL (le blog jardinage) ou elle approfondit les thèmes évoqués à l'antenne. 
Elle est l'auteure d'une quinzaine de livres sur le jardinage et la nature.

## Publications
- Le jardin potager, 1993[5]
- Le premier jardin, 1994[6]
- Les plantes, 1997[7]
- Les Géraniums, 1997[8]
- Le beau jardin du paresseux, 2000[9]
- Le Truffaut du jardin écologique, 2008[10]
- Ma petite basse-cour bio, 2009[11]
- Je veux des poules !, 2010[12]
- Les légumes passent à table : Recettes inattendues, 2010[13]
- Mon potager tranquille, 2011[14]
- Je veux des abeilles !, 2011[15]
- Le beau jardin du paresseux, 2000[16]
- Des fruits dans mon jardin et sur mon balcon, 2012[17]
- Le potager au naturel : Des légumes sains et savoureux toute l'année, 2012[18]
- Jardiner sans se planter : Autonome, gastronome, débrouillard, 2013[19]
- Prenons-en de la graine. Petit manuel d'autoproduction de semences potagères, florales et de céréales, 2019[20]